# Outey
Outey (1577- 5 janvier 1642) est un régent du royaume du Cambodge de 1627 à 1642 sous les titres d' Udayaraja et de Paramaraja.

## Biographie
Le prince Outey (ou Uday) est le fils cadet du roi Barom Reachea VII qui l’avait couronné prince héritier en 1618 avec le titre de « Maha Uparaja ». C’est toutefois un auxiliaire fidèle de son frère le roi Chey Chettha II dans la lutte contre les siamois qu’il repousse en 1624 dans la province de Banteay Mean Chey
À la mort de son aîné, ses enfants étant jugés trop jeunes pour gouverner, Outey est proclamé régent du Cambodge pour le compte de son neveu le prince Ponhea To qui terminait ses études dans un monastère où il avait par ailleurs revêtu la robe jaune des moines bouddhistes. Ce dernier renonce à l’état religieux en 1629 et accepte de gouverner le royaume sous le nom de Thommo Reachea II.
Le nouveau roi  séduit sa demi-sœur, la  princesse Angavathi Nha (ou Ang Vodey) une des épouses de son oncle qui lui avait été promise dans son enfance. La réaction violente d’Outey oblige les amants à s’enfuir dans la région de Kanhchor où ils sont tués par ordre du régent (1630).  
Outey fait alors monter sur le trône son second neveu le prince Ponhea Nou, sous le nom de Ang Tong  Reachea pour le compte duquel il continue de gouverner le pays. Après la mort du nouveau roi dans des circonstances mystérieuses en 1640, il écarte du trône son troisième neveu le prince Ponhea  Chan et proclame roi son propre fils aîné Ang Non Ier sous le nom de Batom Reachea Ier. 
Le 5 janvier 1642 Ponhea Chan fait poignarder à Oudong le régent et plusieurs autres membres de la famille royale par des Chams et des Malais qu’il s’était attaché. Il fait torturer et exécuter les ministres de son oncle. Chan fait également saisir et ramener dans la capitale, son cousin le roi Batom Reachea Ier et il le fait décapiter.

## Postérité
Outey laisse une importante postérité :
- Ang Non Ier  (1615-1642) roi  sous le nom de Batom Reachea Ier
- prince Ang Sur (1628-1672) roi sous le nom de Barom Reachea VIII
- prince Uday Surivans ou Ang Tan (vers 1636-mort de maladie en 1674/1675)
- prince Kaev Hva ou Ang Em (vers 1636-tué en 1658)  père du régent Ang Nan
- princesse Ang Lei épouse de son neveu le roi Chey Chettha IV

## Sources
- Bernard Philippe Groslier avec la collaboration de C.R. Boxer Angkor et le Cambodge au XVIe siècle d'après les sources portugaises et espagnoles, p. 26 Tableau III « Succession d'Ang Chan » P.U.F (Paris) 1958;
- Chroniques Royales du Cambodge de 1594 à 1677. École française d'Extrême Orient. Paris 1981  (ISBN 2855395372)
- Achille Dauphin-Meunier Histoire du Cambodge Presses universitaires de France, Paris 1968 Que sais-je ? n° 916.
- Anthony Stokvis, Manuel d'histoire, de généalogie et de chronologie de tous les États du globe, depuis les temps les plus reculés jusqu'à nos jours, préf. H. F. Wijnman, Israël, 1966, Chapitre XIV §.9 « Kambodge » Listes et tableau généalogique no 34 p. 337-338.
- (en) & (de) Peter Truhart, Regents of Nations, K.G Saur Munich, 1984-1988  (ISBN 359810491X), Art. « Kampuchea », p. 1732.